# Gert-Hagen Seebach
Gert-Hagen Seebach (* 3. September 1943 in Karlsruhe; Künstlername: G. H. Seebach) ist ein deutscher Regisseur für Schauspiel und Oper.

## Leben
Seebach wurde in Karlsruhe geboren und wuchs dort auf. Nach Abschluss des Humanistischen Gymnasiums begann er ein Zeitungs-Volontariat bei den Badischen Neuesten Nachrichten und arbeitete als Journalist und Redakteur in seiner Heimatstadt und beim Südwestfunk Baden-Baden (Kulturelles Wort).
1969 wechselte er vom Journalismus zum Theater und wurde Regieassistent bei Peter Palitzsch am Staatstheater Stuttgart, wo er u. a. mit Hans Neuenfels und Klaus Michael Grüber zusammenarbeitete.
Als Stipendiat des Dramatischen Zentrums Wien assistierte Seebach bei Peter Stein an der Schaubühne Berlin (Labiche, Das Sparschwein).
1972 gab er sein Debüt als Regisseur beim Festival steirischer herbst in Graz mit der Uraufführung von Helmut Eisendles A violation study.
1973–1976 war Seebach Schauspiel-Direktor an den Vereinigten Bühnen Graz. 1976–1978 wirkte er als Regisseur am Thalia Theater Hamburg (Genet, Die Zofen / Lorca, Donna Rosita bleibt ledig / Brecht, Furcht und Elend des 3. Reichs).
1979–1984 war er Regisseur am Staatstheater Hannover.
1985–1990 arbeitete er als fester Regisseur an den Staatlichen Schauspielbühnen Berlin mit Inszenierungen im Schillertheater, Schlosspark Theater und der Schiller Werkstatt. U. a. die deutschen Erstaufführungen von Christopher Hamptons Gefährliche Liebschaften, Tom Stoppards Hapgood und La Musical II von Marguerite Duras.
Seit 1991 ist Seebach freier Regisseur für Schauspiel und Oper mit Inszenierungen in Dortmund, Salzburg, Karlsruhe, Nürnberg, Lyon, Graz, Wuppertal, Ljubljana und Wien. Zu seinem vielseitigen Repertoire als Schauspiel-Regisseur zählen die Werke der deutschen Klassik (insbesondere die bürgerlichen Trauerspiele), die Autoren des ausgehenden 19. Jahrhunderts sowie zahlreiche Ur- und Erstaufführungen.

## Wirken
Erste Arbeiten für das Musik-Theater ab 1995: Am Staatstheater Karlsruhe Rossini, Il barbiere di Siviglia; am Ulmer Theater Berg, Wozzeck / Busoni, Doktor Faust (1997 nominiert zur „Aufführung des Jahres“ von der Zeitschrift Opernwelt) / Strauss, Elektra, Salome / Gluck, Iphigenie in Aulis; am Tiroler Landestheater Innsbruck Verdi, Macbeth, Il trovatore.
Am Opernhaus Graz entsteht seit 2001 eine intensive Zusammenarbeit mit dem Dirigenten Philippe Jordan mit The Turn of the Screw von Benjamin Britten und den beiden Verdi-Opern Don Carlos und Otello. Für das Festival „Klangbogen Wien 2003“ entstand die Uraufführung der Strindberg-Oper Julie & Jean von Gerhard Schedl im Semperdepot. Mai 2004 Debüt an der Nationaloper Ljubljana mit Tosca von Puccini. Es folgten die deutsche Erstaufführung der Oper Galileo Galilei von Philip Glass am Staatstheater Braunschweig und am Opernhaus Graz Boulevard Solitude von Henze, 2005 am Theater an der Wien Fidelio von Beethoven in der Urfassung von 1805. Neben Inszenierungen in Dortmund (Weber, Der Freischütz) und Nürnberg (Henze, Boulevard Solitude) entstand eine engere Zusammenarbeit mit der Oper Halle, die dem Regisseur neben zwei Uraufführungen (Grünauer, Cantor oder die Vermessung der Unendlichkeit und Sky disc von Ramon Humet) prägende Arbeiten zu verdanken hat: Puccini, La Bohème / Wagner, Tannhäuser / Dallapiccola, Il prigioniero und Verdis Die Macht des Schicksals.
Einladungen zu Festivals im In- und Ausland sowie Teilnahme an internationalen Kongressen in Frankreich, Österreich und England ergänzen das inszenatorische Werk, dem die Kritik immer wieder „poetische Kraft, analytische Klarheit und magischen Realismus“ bescheinigt. Seit 1985 inszeniert Seebach unter dem Künstlernamen „G. H. Seebach“.